# Jason Burns
Jason Burns (...) è un produttore televisivo statunitense.

## Biografia
Dal 2005 lavora presso la Alta Loma Entertainment, facente parte della Playboy Entertainment Group, di cui è divenuto vicepresidente.
Ha prodotto diversi programmi televisivi, tra cui The Girls Next Door, Kendra e Holly's World per la E! Entertainment Television; il film La coniglietta di casa, co-prodotto con la Happy Madison Productions di Adam Sandler per la Sony Pictures; e Miss Marzo per la Fox Searchlight.
Ha anche prodotto documentari come Bullets over Hollywood e Celebrity Centerfolds; e programmi di intrattenimento, tra cui Playboy Comedy.
Ha frequentato l'Università dell'Arizona e il Berger Entrepreneurship Program. È membro della Hollywood Radio Television Society.